# さらば、ストックホルム
『さらば、ストックホルム』は、シェル＝ウーロフ・ボーネマルク（Kjell-Olof Bornemark）著によるスウェーデンを舞台にしたスパイ小説である。

## あらすじ
呼び出し合図の絵葉書を受け取ったトラッグは、上司のランガーに会いに東ベルリンを訪れた。ランガーの話によると東ドイツ国家保安省第3部のサーシャ部長と北欧課のケストナー課長は、ランガーとトラッグとは別の北欧担当諜報網作りを進めており、間もなく2人ともに第一線から外されることになるだろうということであった。そうなるとランガーには退屈な引退生活、西側の生活に馴染んだトラッグには東側の味気ない生活が待っているだけであった。また、長年に渡りトラッグを通じてスウェーデン内の有益な情報を送ってきていたトラッグしかその正体を知らない「アレックス」を排除するようにという指示もケストナー課長から出されていた。
ちょうどランガーとそりの合わないケストナー課長が、自身の出世を目論んでスウェーデンの電子機器メーカーのアルジェリアへの売り込みに一枚かむことに決め代理人を立てるようにとランガーへ指示を出したところで、ランガーはこれを好機とみてトラッグに一計を持ちかけた。
トラッグは帰国する前に留守宅の様子見を依頼してあったノミ屋のピエロに連絡をとると何者かが不在の間に家探しを行ったらしいとの知らせを受けた。公安警察（Rikspolisstyrelsens säkerhetsavdelning：Säpo）に目を付けられたことを察知したトラッグは、張り巡らされている可能性のある監視網の目を逃れて密かにスウェーデンへと舞い戻った。

## 登場人物
グレーイェル・トラッグ
東ドイツ国家保安省のスウェーデン人スパイ
ウルリッヒ・ランガー
東ドイツ国家保安省第3部北欧課要員、トラッグの上司
ルッツ・ケストナー
東ドイツ国家保安省第3部北欧課長の大佐
サーシャ
東ドイツ国家保安省第3部長
ピエロ・スバンベリィ
競馬のノミ屋でタクシー運転手
アレックス
スウェーデン人のスパイ